# Enrique Burgos
Enrique Burgos Carrasco, conosciuto come Kike (Barakaldo, 20 gennaio 1971), è un ex calciatore spagnolo, di ruolo portiere.

## Carriera
Cresce calcisticamente con l'Athletic Bilbao, società con cui esordisce con la squadra riserve nella stagione 1989-1990. L'anno successivo esordisce con la prima squadra, con cui debutta nella Primera División spagnola il 16 marzo 1991 in Castellon-Athletic 1-0.
Con i baschi milita per cinque stagioni, spesso ricoprendo il ruolo di "vice". Nel 1995-1996 passa al Maiorca, con cui conquista la promozione nella Liga.
Si trasferisce quindi all'Alavés, con cui milita per quattro anni, tutti nel massimo campionato spagnolo.
Termina la carriera nel 2007, dopo cinque stagioni in Segunda División spagnola al Polideportivo Ejido.